# ジョニー・ロンドス
ジョニー・ロンドス（Johnny Londos、本名：Charles "Charly" Verhulst、1939年 - ）は、ベルギーの元プロレスラー。ワロン地域リエージュ州リエージュ出身。生年は1938年または1934年ともされる。
ヨーロッパ各国を主戦場に、同国人である師匠のカール・ゴッチ同様のシューターとして名を馳せた。日本にも、ゴッチのブッキングで新日本プロレスやUWFに参戦している。

## 来歴
アマチュアレスリングを経てプロ入りし、本名のチャールズ・フェルフルスト（チャールズ・ヴェルハースト）をリングネームにイギリスやドイツなど各国で活動。1970年と1971年にはドイツのハノーバー・トーナメントに出場し、レネ・ラサルテス、ピート・ロバーツ、イワン・ストロゴフ、ティト・コパ、そして日本から遠征していたミッキー・イノウエことマイティ井上や清美川らと対戦した。
1972年1月、チャールズ・ベレッツの名義で国際プロレスに初来日。同年11月には、この年に旗揚げした新日本プロレスに、ジョニー・ロンドスと名乗って参戦。これは彼をブッキングしたカール・ゴッチが名付けた日本限定のリングネームで、「黄金のギリシャ人」と呼ばれた戦前のプロレスラー、ジム・ロンドスにあやかったものだという。1974年2月の再来日では、新日本プロレスに初登場したアンドレ・ザ・ジャイアントともタッグを組んだ。
1978年11月には、ドイツのローラン・ボックがアントニオ猪木を招聘してプロモートした "Inoki Europa Tournee 1978（イノキ・ヨーロッパ・ツアー1978）" に参加。11月26日には故郷ベルギーのリエージュにて猪木とのシングルマッチが行われた。なお、ボックはプロレス転向時にロンドスのコーチを受けており、彼について「プロレス界で出会ったベストレスラーの一人で、最高のテクニシャン」「プロレス界で友人と呼べたのは、ジョージ・ゴーディエンコとチャーリーだけだった」などと賛辞を呈している。
1979年5月には、弟子のミレ・ツルノに同行して国際プロレスに久々に登場（名義はチャールズ・ベレッツ）。5月6日に後楽園ホールで行われたツルノvs阿修羅・原のWWU世界ジュニアヘビー級王座戦ではツルノのセコンドを務めた。この来日は、当時国際プロレスと協調関係にあった新日本プロレスによるブッキングで、翌1980年8月からは再び新日本に参戦。ジュニアヘビー級戦線に起用され、1982年10月の来日では初代タイガーマスクとも再三対戦した。
その後、ヨーロッパではドイツとオーストリアの両国を主戦場に、オットー・ワンツが主宰していたCWA（キャッチ・レスリング・アソシエーション）で活動。ベビーフェイスのポジションでトニー・セント・クレアーやスティーブ・ライトとタッグを組み、1984年にはアメリカのAWAから招聘されたバロン・フォン・ラシクとも対戦している。
1985年1月、ゴッチがブッカーに就任していた第1次UWFに来日。これが最後の日本マット登場となったが、CWAでは選手のトレーナーも務め、キャリア晩年の1988年下期には、欧州にて海外武者修行中だった船木優治をトレーニングしている。

## 得意技
- スープレックス[1]
- サブミッション・ホールド[3]
- ヨーロピアン・アッパー・カット

## 指導選手
- ローラン・ボック[14]
- ミレ・ツルノ[15]
- ボビー・ガエタノ[16]
- 船木誠勝[3]